# Margret Skuballa
Margret Skuballa (Amburgo, 7 ottobre 1987) è un'ex cestista tedesca.
Alta 185 cm, giocava come ala.

## Carriera
Nel 2007 è stata convocata per gli Europei in Italia con la maglia della Germania.